# Han Xu
Han Xu (Shijiazhuang, 31 de octubre de 1999) es una jugadora de baloncesto china del New York Liberty de la Women's National Basketball Association (WNBA). Han fue seleccionada en la segunda ronda (14.º en general) por los Liberty en el Draft de la WNBA de 2019. Ha representado a China en el Campeonato Mundial Femenino Sub-17 FIBA 2016, la Copa Mundial Femenina Sub-19 de Baloncesto FIBA 2017 y la Copa Mundial Femenina de Baloncesto FIBA 2018 y la Copa Mundial Femenina de Baloncesto FIBA 2022 .

## WNBA
Han fue seleccionada por el New York Liberty en la 14.ª posición global de la selección de la WNBA de 2019. Fue la jugadora más joven en su categoría.
En su temporada de debut, fue la jugadora más alta de la liga y la segunda jugadora más alta en la historia de la liga. Fue comparada con el jugador de baloncesto internacional masculino chino Yao Ming .
En mayo de 2020 se anunció que Han no jugaría la temporada 2020 de la WNBA y que permanecería en China debido a la pandemia provocada por el coronavirus.

## Carrera en la selección nacional
Han Xu fue seleccionada como Google All-Star Five en la Copa Mundial de Baloncesto Femenino FIBA 2022 . Obtuvo de promedio 12,4 puntos, 8,4 rebotes y 1,7 tapones por partido, lo que ayudó a China a conseguir su primera medalla de plata desde 1994 en Australia. En el partido de semifinales contra Australia, Han Xu realizó el mejor partido de su carrera deportiva con la selección nacional de China con una actuación impresionante al igualar el récord de bloqueos de la Copa Mundial de Baloncesto Femenino FIBA con 5 bloqueos. Además, acumuló una puntuación de eficiencia de 33 al anotar 19 puntos con un 80 por ciento de acierto en tiros de campo y completar un doble-doble con 11 rebotes.